# Tigrisszem
A tigrisszem vagy sólyomszem a kvarc ásvány egyik drágakőként használt változata.
A sólyomszem tompa kékesszürke színű, párhuzamosan elhelyezkedő, igen finom amfibol-azbesztszálakat tartalmazó, lemezes-rudas kvarcváltozat. Ritkán egyszínű az egész darab, rendesen vékonyabb-vastagabb aranysárga sávok váltakoznak a sötét alapszínnel. A sárga színt az amfibol-azbesztnek vas-hidroxid által festett mállásterméke okozza. A nagyobbrészt mállott, aranysárga, sárgásbarna példányok neve tigrisszem.
A sólyomszem is, a tigrisszem is a 19. században került először Európába, s eleinte mind a kettő drágán fizetett, divatos kő volt. Egyedüli fontos lelőhelyük a dél-afrikai Oranje folyótól északra fekvő Griquatown vidéke, ahol átlagosan centiméter vastag lemezeik vörösbarna, okkersárga jáspispaláknak repedéseit töltik ki. A lemezeket a két ásvány rendesen együttesen alkotja. Németországban, Idar Obersteinban csiszolják őket.